# Alan Dzagoïev
Alan Ielizbarovitch Dzagoïev (en russe : Алан Елизбарович Дзагоев), né le 17 juin 1990 à Beslan (Ossétie du Nord-Alanie), est un footballeur international russe évoluant au poste de milieu de terrain. Il a été élu meilleur espoir de Russie en 2008.

## Biographie
Alan Dzagoïev commence à jouer au football sur l'initiative de sa mère car il ne travaillait pas beaucoup à l'école, à cause de sa passion pour ce sport. Ses parents respectèrent son choix de faire carrière dans le football.

### Au Krylia Sovetov-SOK
De 2006 à 2007, Dzagoev joue avec l'équipe première du Krylia Sovetov-SOK 37 matchs et marque 6 buts. Il y joue son premier match le 29 avril 2006 et y inscrit son premier but le 14 mai 2006 contre le club de la ville de Nijnekamsk.

### Au CSKA Moscou
À la mi-décembre 2007, Dzagoev signe au CSKA Moscou. Son premier match a lieu le 27 janvier 2008 à l'occasion de la Coupe de la première chaine contre les Ukrainiens du FC Chakhtior Donetsk, il entre en jeu à la 78e minute. Le 26 avril, il joue son premier match en Championnat de Russie contre le club de Luch (victoire 3 à 1). Le 11 mai de la même année, dans le match à domicile contre le FK Khimki, il marque son premier but et délivre deux passes décisives (victoire 4-3). Le 17 mai, il joue pour la finale de la Coupe de Russie à partir de la 61e en remplacement d'Evgeni Aldonin alors que son équipe perdait 1 à 0. Mais ils parviennent à remporter cette coupe grâce aux Brésiliens Vagner Love (65e) et Jô (75e) qui égalisent ce qui permet la séance de tirs au but qu'ils remportent 4 à 1. Cette victoire offre à Dzagoev le premier grand trophée de sa carrière de joueur. Le 12 juillet 2008, Dzagoev montre tout son talent en réussissant lors de la 13e journée du Championnat contre le Spartak Moscou trois passes décisives (victoire 5-1). Il réussit aussi le doublé lors du derby contre le Zénith Saint-Pétersbourg (victoire 3-1).
Il débute en Coupe UEFA le 18 septembre 2008 pour le match aller contre le club croate Slaven Belupo (victoire 2 à 1).
Il se fait remarquer par les recruteurs de grand club comme Chelsea ou le Real Madrid lors du doublé contre Deportivo en groupe de Coupe UEFA où il marque sur coup franc, envoyant le ballon dans la lucarne gauche de Daniel Aranzubía mais il déclara préférer Chelsea au Real bien qu'il souligna sa détermination à rester en Russie pour le moment.

### En sélection
Le jeune milieu de terrain se révèle à l'Europe pendant l'Euro 2012 où il termine meilleur buteur à égalité avec des joueurs comme Mario Gómez ou Fernando Torres, en inscrivant trois buts (un doublé face à la Tchéquie et un but face à la Pologne). Malgré cela son équipe est éliminée dès le premier tour.

## Statistiques

### Générales
| Saison                | Club                  | Championnat           | Championnat | Championnat | Championnat | Coupe(s) nationale(s) | Coupe(s) nationale(s) | Coupe(s) nationale(s) | Supercoupe | Supercoupe | Supercoupe | Compétition(s) continentale(s) | Compétition(s) continentale(s) | Compétition(s) continentale(s) | Compétition(s) continentale(s) | Russie | Russie | Russie | Total | Total | Total |
| Saison                | Club                  | Division              | M.          | B.          | P.d.        | M.                    | B.                    | P.d.                  | M.         | B.         | P.d.       | Comp.                          | M.                             | B.                             | P.d.                           | M.     | B.     | P.d.   | M.    | B.    | P.d.  |
| 2006                  | Krylia Sovetov-SOK    | 3                     | 12          | 1           | -           | 1                     | 0                     | -                     | -          | -          | -          | -                              | -                              | -                              | -                              | -      | -      | -      | 13    | 1     | 0     |
| 2007                  | Krylia Sovetov-SOK    | 3                     | 25          | 5           | -           | 1                     | 0                     | -                     | -          | -          | -          | -                              | -                              | -                              | -                              | -      | -      | -      | 26    | 5     | 0     |
| Sous-total            | Sous-total            | Sous-total            | 37          | 6           | -           | 2                     | 0                     | -                     | -          | -          | -          | -                              | -                              | -                              | -                              | -      | -      | -      | 39    | 6     | 0     |
| 2008                  | CSKA Moscou           | 1                     | 20          | 8           | 8           | 2                     | 0                     | 0                     | -          | -          | -          | C3                             | 10                             | 3                              | 3                              | 2      | 0      | 0      | 34    | 11    | 11    |
| 2009                  | CSKA Moscou           | 1                     | 27          | 7           | 7           | 3                     | 2                     | 0                     | 1          | 0          | 0          | C1                             | 8                              | 3                              | 1                              | 3      | 0      | 0      | 42    | 12    | 8     |
| 2010                  | CSKA Moscou           | 1                     | 24          | 6           | 5           | 1                     | 0                     | 0                     | 1          | 0          | 0          | C3                             | 11                             | 2                              | 3                              | 6      | 1      | 1      | 43    | 9     | 9     |
| 2011-2012             | CSKA Moscou           | 1                     | 31          | 5           | 12          | 5                     | 0                     | 0                     | 1          | 0          | 0          | C1                             | 8                              | 1                              | 3                              | 12     | 6      | 2      | 57    | 12    | 17    |
| 2012-2013             | CSKA Moscou           | 1                     | 24          | 7           | 9           | 4                     | 0                     | 2                     | -          | -          | -          | C3                             | 2                              | 0                              | 0                              | 4      | 1      | 0      | 34    | 8     | 11    |
| 2013-2014             | CSKA Moscou           | 1                     | 18          | 3           | 4           | 3                     | 0                     | 0                     | 1          | 0          | 1          | C1                             | 1                              | 0                              | 0                              | 9      | 0      | 0      | 32    | 3     | 5     |
| 2014-2015             | CSKA Moscou           | 1                     | 21          | 5           | 6           | 4                     | 2                     | 2                     | -          | -          | -          | C1                             | 3                              | 0                              | 0                              | 8      | 0      | 3      | 36    | 7     | 11    |
| 2015-2016             | CSKA Moscou           | 1                     | 29          | 6           | 8           | 4                     | 1                     | 0                     | -          | -          | -          | C1                             | 10                             | 2                              | 1                              | 5      | 1      | 1      | 48    | 10    | 10    |
| 2016-2017             | CSKA Moscou           | 1                     | 15          | 3           | 4           | -                     | -                     | -                     | -          | -          | -          | C1                             | 3                              | 2                              | 0                              | 2      | 0      | 0      | 20    | 5     | 4     |
| 2017-2018             | CSKA Moscou           | 1                     | 21          | 3           | 7           | -                     | -                     | -                     | -          | -          | -          | C1+C3                          | 9+6                            | 3+1                            | 0+1                            | 8      | 0      | 2      | 44    | 7     | 10    |
| 2018-2019             | CSKA Moscou           | 1                     | 7           | 0           | 1           | -                     | -                     | -                     | 1          | 0          | 0          | C1                             | 3                              | 0                              | 0                              | -      | -      | -      | 11    | 0     | 1     |
| 2019-2020             | CSKA Moscou           | 1                     | 10          | 0           | 0           | 1                     | 0                     | 0                     | -          | -          | -          | C3                             | 1                              | 0                              | 0                              | -      | -      | -      | 12    | 0     | 0     |
| 2020-2021             | CSKA Moscou           | 1                     | 15          | 2           | 2           | 3                     | 0                     | 1                     | -          | -          | -          | C3                             | 3                              | 0                              | -                              | -      | -      | -      | 21    | 2     | 3     |
| 2021-2022             | CSKA Moscou           | 1                     | 20          | 0           | 3           | 2                     | 0                     | 0                     | -          | -          | -          | -                              | -                              | -                              | -                              | -      | -      | -      | 22    | 0     | 3     |
| Sous-total            | Sous-total            | Sous-total            | 282         | 55          | 76          | 32                    | 5                     | 5                     | 5          | 0          | 1          | -                              | 78                             | 17                             | 12                             | 59     | 9      | 9      | 456   | 86    | 103   |
| 2022-2023             | Rubin Kazan           | 2                     | 12          | 2           | 2           | -                     | -                     | -                     | -          | -          | -          | -                              | -                              | -                              | -                              | -      | -      | -      | 12    | 2     | 2     |
| Total sur la carrière | Total sur la carrière | Total sur la carrière | 330         | 63          | 78          | 34                    | 5                     | 5                     | 5          | 0          | 1          | -                              | 78                             | 17                             | 12                             | 59     | 9      | 9      | 506   | 94    | 105   |

### Buts internationaux
| 0   | Date             | Lieu                                    | Compétition                 | Résultat | Adversaire           | Détail | Détail            | Détail | Sél. |
| --- | ---------------- | --------------------------------------- | --------------------------- | -------- | -------------------- | ------ | ----------------- | ------ | ---- |
| 1er | 8 octobre 2010   | Aviva Stadium, Dublin, Irlande          | Éliminatoires Euro 2012     | V 2-3    | République d'Irlande | 28e    | du pied droit     | 0-2    | 9e   |
| 2e  | 7 octobre 2011   | Stade Pod Dubňom, Žilina, Slovaquie     | Éliminatoires Euro 2012     | V 0-1    | Slovaquie            | 70e    | du pied droit     | 0-1    | 15e  |
| 3e  | 11 octobre 2011  | Stade Loujniki, Moscou, Russie          | Éliminatoires Euro 2012     | V 6-0    | Andorre              | 5e     | du pied droit     | 1-0    | 16e  |
| 4e  | 11 octobre 2011  | Stade Loujniki, Moscou, Russie          | Éliminatoires Euro 2012     | V 6-0    | Andorre              | 44e    | du pied droit     | 4-0    | 16e  |
| 5e  | 8 juin 2012      | Stade municipal, Wrocław, Pologne       | Premier tour de l'Euro 2012 | V 4-1    | Tchéquie             | 15e    | du pied droit     | 1-0    | 21e  |
| 6e  | 8 juin 2012      | Stade municipal, Wrocław, Pologne       | Premier tour de l'Euro 2012 | V 4-1    | Tchéquie             | 79e    | du pied droit     | 3-1    | 21e  |
| 7e  | 12 juin 2012     | Stade national, Varsovie, Pologne       | Premier tour de l'Euro 2012 | N 1-1    | Pologne              | 37e    | de la tête        | 0-1    | 22e  |
| 8e  | 15 août 2012     | Stade Central Lokomotiv, Moscou, Russie | Match amical                | N 1-1    | Côte d'Ivoire        | 55e    | c.f du pied droit | 1-0    | 24e  |
| 9e  | 8 septembre 2015 | Rheinpark Stadion, Vaduz, Liechtenstein | Éliminatoires Euro 2016     | V 0-7    | Liechtenstein        | 85e    | c.f du pied droit | 0-6    | 46e  |

## Palmarès

### En club
| CSKA Moscou - Coupe de Russie - Vainqueur en 2008, 2009, 2011 et 2013 - Supercoupe de Russie - Vainqueur en 2009, 2013 et 2018 - Championnat de Russie - Champion en 2013, 2014 et 2016 |

### En sélection
| Russie - Coupe du Monde - Quart de finaliste en 2018 |

### Distinctions personnelles
- Homme du match contre la République tchèque lors de l'Euro 2012[9]
- Co-meilleur buteur de l'Euro 2012 (3 buts) avec Fernando Torres, Mario Mandžukić, Mario Gómez, Mario Balotelli et Cristiano Ronaldo

## Vie privée et caractère
Dzagoïev est connu pour sa grande modestie et sa volonté de travailler le plus possible. Il est aussi connu pour être très engagé lors des matchs étant très actif sur le terrain. Il est aussi réputé pour son bon esprit d'équipe, encourageant toujours ses coéquipiers à gagner et jouer mieux. Cette qualité s'est illustrée lors de la rencontre Russie - Allemagne en 2008. La Russie a perdu 2 - 1 ce match (elle était menée 2 à 0 avant son entrée) et il dit lui-même que ses débuts étaient mauvais parce que l'équipe a perdu.
Quand il était jeune, ses footballeurs préférés étaient Evgeni Aldonin et Frank Lampard. Il admirait aussi Valery Gazzaev qui fut après son entraineur pour l'année 2008. Ses équipes favorites sont Alania et le CSKA Moscou. Dzagoïev a déclaré qu'il a toujours rêvé de jouer pour le CSKA. En dehors de Russie, son équipe préférée a toujours été Chelsea.
Il a un grand frère aîné Guela qui est aussi footballeur.